# Libellago sumatrana
Libellago sumatrana là loài chuồn chuồn trong họ Chlorocyphidae. Loài này được Albarda in Selys mô tả khoa học đầu tiên năm 1879.